# Akari Takeuchi
Akari Takeuchi (竹内朱莉, Takeuchi Akari, née le 23 novembre 1997) est une chanteuse et ancienne idole japonaise du Hello! Project, membre de 2011 à 2023 du groupe de J-pop S/mileage renommé Angerme en 2015.

## Biographie
Akari Takeuchi débute en 2008, sélectionnée pour rejoindre le Hello Pro Egg, puis participe au groupe temporaire Shin Mini Moni en août 2009. Deux ans plus tard, en août 2011, elle est choisie après une audition nationale pour rejoindre le groupe S/mileage, avec quatre autres nouvelles membres.
Takeuchi Akari est une cousine de Yajima Maimi (°C-ute)

## Groupes
Au sein du Hello! Project
- Hello! Pro Egg (2008–2011)
- Shin Minimoni (2009)
- S/mileage (2011–2023)
- Hello! Project Mobekimasu (2011)
- Harvest (2012)

## Discographie

### Avec S/milleage / Angerme
Singles
- 28 septembre 2011 : Tachia Girl
- 28 décembre 2011 : Please Miniskirt Post Woman
- 1er février 2012 : Chotto Matte Kudasai!
- 2 mai 2012 : Dot Bikini
- 22 août 2012 : Suki yo, Junjō Hankōki
- 28 novembre 2012 : Samui ne
- 20 mars 2013 : Tabidachi no Haru ga Kita
- 3 juillet 2013 : Atarashii Watashi ni Nare! / Yattaruchan
- 18 décembre 2013 : Ee ka!? / "Ii Yatsu"
- 30 avril 2014 : Mystery Night! / Eighteen Emotion
- 20 août 2014 : Aa Susukino/Chikyuu wa Kyou mo Ai wo Hagukumu
- 4 février 2015 : Taikibansei / Otome no Gyakushuu
- 22 juillet 2015 : Nanakorobi Yaoki / Gashinshoutan / Mahoutsukai Sally
- 11 novembre 2015 : Desugita Kui wa Utarenai / Dondengaeshi / Watashi
- 27 avril 2016 : Tsugitsugi Zokuzoku / Itoshima Distance / Koi Nara Tokku ni Hajimatteru
- 19 octobre 2016 : Umaku Ienai / Ai no Tame Kyou Made Shinkashite Kita Ningen, Ai no Tame Subete Taikashita Ningen / Wasurete Ageru
- 21 juin 2017 : Ai Sae Areba Nanni mo Iranai / Namida Iro no Ketsui / Majokko Megu-chan
- 13 décembre 2017 : Manner Mode / Kisokutadashiku Utsukushiku / Kimi Dake ja nai sa...friends (DVD single)
- 9 mai 2018 : Nakenai ze・・・Kyoukan Sagi / Uraha=Lover / Kimi Dake ja nai sa...friends (2018 Acoustic Ver.)
- 31 octobre 2018 : Tade Kuu Mushi mo Like it! / 46okunen LOVE
- 10 avril 2019 : Koi wa Accha Accha / Yumemita Fifteen
- 20 novembre 2019 : Watashi wo Tsukuru no wa Watashi / Zenzen Okiagarenai SUNDAY
- 26 août 2020 : Kagiriaru Moment / Mirror Mirror
- 12 juin 2021 : Hakkiri Shiyou ze / Oyogenai Mermaid / Aisare Route A or B?
- 11 mai 2022 : Ai・Mashou / Hade ni Yacchai na! / Aisubeki Beki Human Life
- 19 octobre 2022 : Kuyashii wa / Piece of Peace ~Shiawase no Puzzle~

Albums
- 30 mai 2012 : S/mileage Best Album Kanzenban 1
- 22 mai 2013 : 2 Smile Sensation
- 25 novembre 2015 : S/mileage / Angerme Selection Album "Taiki Bansei"
- 15 mai 2019 : Rinnetenshou ~ANGERME Past, Present & Future~
- 22 mars 2023 : BIG LOVE

### Autres participations
- 16 novembre 2011 : Busu ni Naranai Tetsugaku (avec Hello! Project Mobekimasu)
- 7 novembre 2012 : Cabbage Hakusho / Forest Time (キャベツ白書 / フォレストタイム) (avec Peaberry / Harvest)

### Autres chansons
- 15 juillet 2009 : Tentō Chū no Sanba (Chanpuru 1 ~Happy Marriage Song Cover Shū~) du Hello! Project avec Shin Minimoni
- 2 décembre 2009 : Pen Pen Kyōdai (Petit Best 10) du Hello! Project avec Shin Minimoni

## Filmographie
Films
- 2010 : Hoshisuna no Shima no Chiisana Tenshi ~Mermaid Smile~ (星砂の島のちいさな天使～マーメイド　スマイル)
- 2012 : Kaidan Shin Mimibukuro•Igyou (怪談新耳袋・異形) (Airi)

## Divers
DVD
- ?? ?? 2013 : Take in spring

Programmes TV
- 2011–2012 : HELLO! PRO TIME (ハロプロ！ＴＩＭＥ)
- 2012 : S/mileage no Sono Joshiki Choto Mate Kudasai! (スマイレージのその常識チョトマテクダサイ!)

Comédies musicales et théâtres
- 6-14 juin 2009 : Ojigi de SHAPE-UP! (おじぎでシェイプアップ!)
- 30 octobre 2010-7 novembre 2011 : Ima ga Itsuka ni Naru Maeni (今がいつかになる前に)

MV
- 2010 : Mano Erina - Haru no Arashi (春の嵐) (back dancer)
- 2010 : Mano Erina - Genkimono de Ikou! (元気者で行こう!) (back dancer)

## Liens
- (ja) Profil officiel avec Angerme